# Kazimierz Buncler
Kazimierz Buncler (ur. 5 marca 1896, zm. po 1960) – major piechoty Wojska Polskiego, kawaler Orderu Virtuti Militari.

## Życiorys
Kazimierz Buncler urodził się 5 marca 1896 w majątku Godzisz, pow. Garwolin, gm. Sobolew, jako syn Ludwika i Walentyny z d. Łuczkowskiej. Do Wojska Polskiego został przyjęty z byłych Korpusów Wschodnich i byłej armii rosyjskiej. Służył w 29 Pułku Strzelców Kaniowskich.
17 grudnia 1931 został mianowany na stopień majora ze starszeństwem z 1 stycznia 1932 i 31. lokatą w korpusie oficerów piechoty. W czerwcu 1933 został przeniesiony z KOP do 41 Pułku Piechoty im. Marszałka Józefa Piłsudskiego w Suwałkach na stanowisko dowódcy batalionu. W 1936 został przesunięty na stanowisko kwatermistrza, a w sierpniu 1939 na stanowisko dowódcy III batalionu. Na jego czele walczył w obronie Warszawy. Po kapitulacji załogi stolicy dostał się do niemieckiej niewoli. Przebywał w Oflagu X A Sandbostel, następnie w Oflagu XC Lubeck, a od 20 kwietnia 1942 do 1945 w Oflagu II C Woldenberg .
Kazimierz Buncler był żonaty z Felicją z Bielinków, z którą miał syna Kazimierza ps. „Mik” (ur. 29 września 1926, zm. 17 listopada 1945 w ZSRR), żołnierza 3 Wileńskiej Brygady Armii Krajowej i Oddziału Rozpoznawczego Okręgu Wilno AK.

## Ordery i odznaczenia
- Krzyż Srebrny Orderu Wojskowego Virtuti Militari[10] nr 5125[4] – 1921[11]
- Krzyż Niepodległości – 25 stycznia 1933 „za pracę w dziele odzyskania niepodległości”[12]
- Krzyż Walecznych dwukrotnie[13]
- Złoty Krzyż Zasługi – 10 listopada 1938 „za zasługi w służbie wojskowej”[14][15]
- Medal Międzysojuszniczy „Médaille Interalliée”[16]